# La Chapelle-Gaudin
La Chapelle-Gaudin là một xã trong tỉnh Deux-Sèvres trong vùng Nouvelle-Aquitaine ở phía tây nước Pháp. Xã này nằm ở khu vực có độ cao trung bình 160 mét trên mực nước biển.